# Indrek Saar
Indrek Saar (født 20. februar 1973 i Kuressaare på Øsel) er en estisk skuespiller og politiker fra det Socialdemokratiske parti i Estland. Siden 9. april 2015 har han været Estlands kulturminister, først i Taavi Rõivas regeringen fra 2015-2016, og derefter fra 23. november 2016 i Jüri Ratas regering.

## Biografi
Saar blev født på øen Saaremaa, som søn af jurist og politiker Jüri Saar, som 2003-2007 var medlem af Parlamentet. 1991 bestod Indrek Saar gymnasiet i Kuressaare og studerede derefter på det estiske musik og teaterakademi i Tallinn. Fra 1996-2005 var han leder af teatret i Rakvere og var medlem af bestyrelsen for nationalscenen Estoniateateret i Tallinn.
Han sluttede sig til socialedemokraterne i 1998 og var byrådsmedlem for partiet. Fra 2007-2015 repræsenterede han partiet i Parlamentet og var fra 2009 vicepartiordfører. I april 2015 blev han udnævnt til kulturminister i Taavi Rõivas anden koalitionsregering og beholdt den position, selv efter regeringsskiftet i november 2016.

## Familie-og privatliv
Saar er gift med skuespillerinden Ülle Lichtfeldt (født i 1970). Parret har to børn.